# Séquence de Kozak

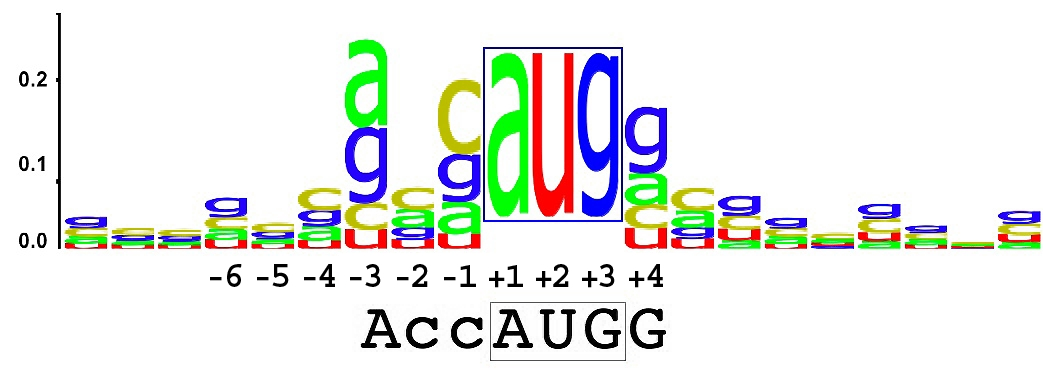
Représentation schématique.

La séquence de Kozak ou séquence Kozak est une séquence conservée que l'on trouve sur les ARN messagers eucaryotes au niveau du site de démarrage de la traduction,  autour du codon de démarrage AUG.
Chez les vertébrés, la séquence de Kozak a pour consensus gccRccAUGG où R représente une purine (le codon de démarrage est en gras et les nucléotides en minuscules sont moins conservés que le reste de la séquence). Chez d'autres espèces, la séquence consensus autour du codon de démarrage peut être différente. C'est une séquence très conservée lors de l'évolution présente dans un ARNm monocistronique[pas clair]'[réf. nécessaire].